# Turanana anisophthalma
Turanana anisophthalma is een vlinder uit de familie van de Lycaenidae. De wetenschappelijke naam van de soort is voor het eerst gepubliceerd in 1850 door Vincenz Kollar.
De soort komt voor in Iran en Tadzjikistan.